# Getal van Laplace
Het getal van Laplace is een dimensieloos getal dat de verhouding tussen oppervlaktespanning en impulsoverdracht weergeeft.
{\displaystyle La={\frac {\sigma \rho L}{\eta ^{2}}}}
σ = Oppervlaktespanning [kg s−2]
ρ = Dichtheid [kg m−3]
L = Karakteristieke lengte [m]
η = Dynamische viscositeit [kg m−1 s−1]
Het getal is genoemd naar Pierre-Simon Laplace (1749-1827) een Franse wiskundige en astronoom. Het getal van Suratman is gelijk aan het getal van Laplace.
Archimedes ·
Atwood ·
Bagnold ·
Bejan ·
Biot ·
Bond ·
Brinkman ·
capillair getal ·
Cauchy ·
Damköhler ·
Darcy ·
Dean ·
Deborah ·
Eckert ·
Ekman ·
Eötvös ·
Euler ·
Froude ·
Galilei ·
Graetz ·
Grashof ·
Görtler ·
Hagen ·
Iribarren ·
Keulegan-Carpenter ·
Knudsen ·
Laplace ·
Lewis ·
Mach ·
Marangoni ·
Morton ·
Nusselt ·
Ohnesorge ·
Péclet ·
Prandtl ·
Rayleigh ·
Reynolds ·
Richardson ·
Roshko ·
Rossby ·
Rouse ·
Schmidt ·
Sherwood ·
Shields ·
Stanton ·
Stokes ·
Strouhal ·
Stuart ·
Suratman ·
Taylor ·
Ursell ·
Weber ·
Weissenberg ·
Womersley